# Anqing
Anqing (em chinês 安庆) é uma cidade da República Popular da China, localizada na província de Anhui.